# Felix Teichner (Politiker)

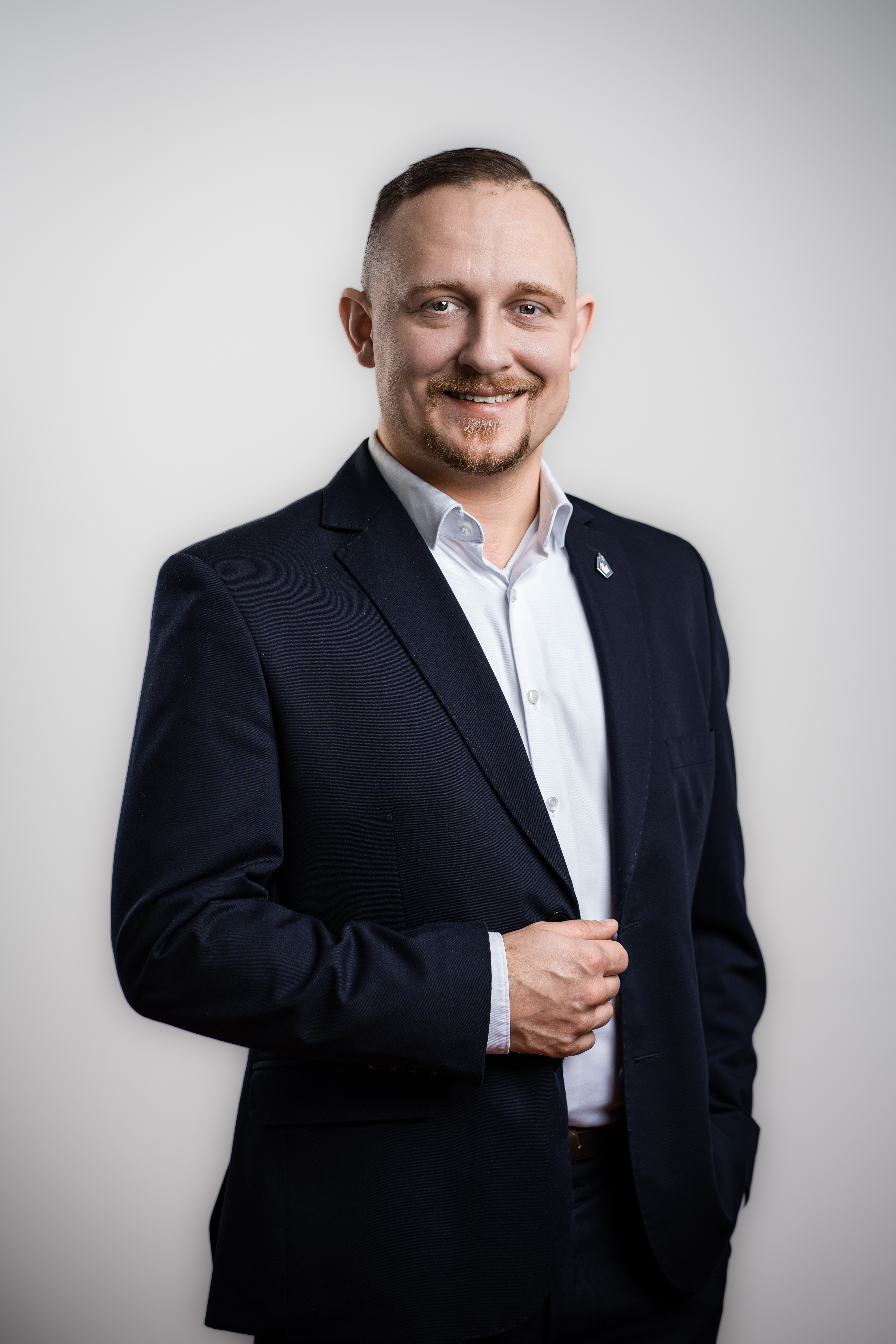
Portraitfoto von Felix Teichner

Felix Horst Wolfgang Teichner (* 1991 in Prenzlau) ist ein rechtsextremer deutscher Politiker (AfD). Seit 2019 ist er direkt gewähltes Mitglied des Landtages von Brandenburg.

## Leben
Teichner studierte an der Hochschule Hannover und wurde Mitglied der schlagenden Hannoverschen Burschenschaft Ghibellinia-Leipzig, der er heute als Alter Herr angehört. Das duale Studium schloss er mit der Ausbildung zum Industriemechaniker Metall (IHK) ab. Er ist als Industriemechaniker Metall in Brandenburg tätig. Teichner ist ledig und hat drei Kinder.

## Politik
Von September 2016 bis zu seinem Rückzug nach Prenzlau im Juli 2018 gehörte Teichner dem Stadtrat in Ronnenberg (Niedersachsen) an. Seit Januar 2017 führte er die Fraktion als Vorsitzender an.
Seit Mai 2019 ist Teichner Mitglied der Prenzlauer Stadtverordnetenversammlung. Teichner ist Kreisvorsitzender der AfD im Landkreis Uckermark. Er gewann am 1. September 2019 bei der Landtagswahl in Brandenburg 2019 das Direktmandat im Landtagswahlkreis Uckermark I für die AfD Brandenburg. Teichner wohnt in im Ortsteil Güstow der Stadt Prenzlau. Er ist seit 2019 Mitglied des Ortsbeirates und Ortsvorsteher Güstows.
Teichner ist seit April 2022 Beisitzer im Landesvorstand der AfD Brandenburg.
Bei der Kommunalwahl in Brandenburg am 9. Juni 2024  wurde Teichner für den Ortsbeirat in Güstow und die Prenzlauer Stadtverordnetenversammlung wiedergewählt. In Prenzlau erhielt er von allen Bewerbern mit Abstand die meisten Stimmen. Die AfD zog als stärkste Fraktion mit 10 von 28 Sitzen ein.
Ebenso zog Teichner bei der Wahl in den Uckermärkischen Kreistag ein. Hier wurde seine Partei stärkste Kraft.
Bei der Landtagswahl 2024 konnte Teichner das Direktmandat im Wahlkreis 11 (Uckermark I) verteidigen; er gewann den Wahlkreis mit 39,8 % der Erststimmen.

## Ehrenamt
Seit 2009 ist Teichner Mitglied der Freiwilligen Feuerwehr in Güstow. Beim Amtsbandfest 2009 in Prenzlau erhielt er die Auszeichnung zum „schnellsten Feuerwehrmann Prenzlaus“.
Teichner ist seit 2019 Vorsitzender des Kultur- und Sportvereines Güstow, der unter anderem das Erntefest, sowie den jährlichen Traktor-Pulling-Wettbewerb „Güstower Trecker-Treck“ ausrichtet.
Er ist zudem Vorsitzender des Vereines Naturschutz Uckermark, der sich für die Entmüllung von Naturschutzgebieten und die Tierrettung einsetzt.
Teichner belebte die Seniorentreffen in seinem Ortsteil wieder, die infolge der COVID-19-Pandemie eingestellt worden waren.

## Kritik
Teichner ist mehrfach in parlamentarischen Landtagsdebatten mit populistischen Äußerungen in Erscheinung getreten. So bezeichnete er die Entscheidung, im Rahmen der COVID-19-Pandemie aus Sicherheitsgründen auch Kultureinrichtungen zu schließen, als „Seuchenpuritanismus“, der von einer „absolut verfehlten Gesundheitspolitik“ getragen sei.
Im Rahmen einer aktuellen Stunde, in der der Landtag auf Antrag seiner Fraktion über „Masseneinwanderung nach Brandenburg“ diskutierte, führte er zu einem Vorfall aus, bei dem „die tschetschenischen Jungs anfingen, Weiber anzugrapschen“. Daraufhin wurde Teichner von der Landtagspräsidentin aufgefordert, sein Frauenbild zu überdenken.